# Giorgio Blandrata
Giorgio Biandrata ou Biandatra (né v. 1520 à Saluces, dans le marquisat de Saluces, dans l'actuelle province de Coni, dans le Piémont et mort le 5 mai 1588 à Gyulafehérvár, dans l'actuelle Roumanie) est un médecin et un réformateur religieux italien du XVIe siècle, victime de ses convictions religieuses.

## Biographie
Giorgio Blandrata fut poursuivi par l'inquisition de Pavie, pour avoir embrassé les doctrines d'Arius et de Socin. Il chercha un asile à Genève, mais y fut persécuté par Calvin. Il finit par se sauver en Pologne, où il devint médecin du roi Étienne Bathory.
Chassé de Pologne en 1563 pour ses convictions antitrinitaires, il se réfugie auprès du prince de Transylvanie Jean-Sigismond Zapolyai, qu'il parvient à convertir au protestantisme en 1569. L'évêque Ferenc Dávid de Kolozsvár le suit dans cette foi et la Diète la proclame en 1571 la quatrième des confessions reconnues sous le nom d’unitarisme.